# サンドウィッチマンの天使のつくり笑い
『サンドウィッチマンの天使のつくり笑い』（サンドウィッチマンのてんしのつくりわらい）はNHKラジオ第1で2015年4月7日から2021年3月23日まで放送されていたお笑いの番組である。

## 概要
「笑いは世界を救う」をテーマに、これからを担う若手芸人にスポットを当てて、その芸人の漫才やコントと、パーソナリティーを務めるサンドウィッチマンとのトークを楽しむ。またリスナーから寄せられた投書（ネタの回答）や、サンドウィッチマン両名、及び2017年からアシスタントとして隔週レギュラーを務める千葉美乃梨がそろって東北出身であることから、NHK東日本大震災プロジェクトのキャンペーンとの連携を図り、笑いを通して被災地の復興支援を進めていく。2014年8月30日にパイロット版が放送された。
2015年8月4日には、震災被災地のNHK仙台放送局から「夏だ!東北は祭りだスペシャル!」というテーマで2時間の公開生放送を行った。その翌年は、伊達みきおのルーツである福島県伊達市から公開生放送を行った。2017年8月8日には、熊本地震の被災地であるNHK熊本放送局から「熊本から夏をもりあげるモン」というテーマで2時間の公開生放送を行った。
当初は収録放送で火曜日 20:05頃 - 20:55の放送だったが、2016年度・2017年度は、放送時間を1時間繰り下げて、21:05頃 - 21:55の放送に変更された。その後2018年度の改編より、月曜日に移動し20:05 - 21:55までの生放送の2時間番組に拡大となった（『又吉・児玉・向井のあとは寝るだけの時間』と隔週交代で放送。20:55 - 21:00は全国の気象情報・交通情報、21:00 - 21:05は21時の定時ニュースを放送するため中断）。また、新レギュラーとしてお笑いコンビ「Aマッソ」が出演していた。2019年度は再び収録放送となり再び火曜 20:05頃 - 20:55の放送となった。
2021年3月23日をもって放送が終了したが、同年12月30日に「帰って来たサンドウィッチマンの天使のつくり笑い〜ラジネタフェス!〜」として21:05 - 22:50に放送され、2022年12月30日に「帰ってきたサンドウィッチマンの天使のつくり笑い〜年忘れラジネタフェス2022!〜」として21:05 - 22:55に放送予定。
エンディングでは最もスタジオを笑わせた英雄を決めて、富澤が「果して、次回こそ笑いは世界を救えるのか。サンドウィッチマンの天使のつくり笑い、乞うご期待!」という早口フレーズで締め括るのがお約束である。
プロ野球中継期間中は球団を保有する基幹局（札幌・仙台・名古屋・大阪・広島・福岡）では主催球団の中継のため、当番組の放送が休止される場合がある。その場合、近隣のラジオ第1放送・NHKワールド・ラジオ日本の周波数を合わせるか、NHKのIPサイマルラジオサービス「らじる★らじる」を利用すれば聞くことができるがradikoの場合は居住地域によっては選択不可となっている。
また、「らじる★らじる」の聴き逃しサービスでは、過去放送分を期間限定で配信している。

## パーソナリティー
- サンドウィッチマン（伊達みきお、富澤たけし）
- NHKのアナウンサー。隔週でどちらか1人が出演する。
  - 2019年度
    - 出田奈々（2015年度・2018年度にも担当）
    - 千葉美乃梨（2017年度〜産休に伴い2019年度途中で卒業）
    - 赤木野々花（上記2名が出演できない場合に出演）

  - 2020年度
    - 森下絵理香
    - 安部みちこ（2019年12月に宮城県気仙沼市で行われた「NHK公開復興サポート 明日へIN気仙沼」公開収録での進行役も務めた）

過去の出演者
- 2015年度 江崎史恵

出田の産休により2015年8月より江崎のみが出演した。
- 2016年度 三輪秀香（名古屋局へ異動のため2017年3月15日放送分で卒業）
- 2017年度 雨宮萌果（当時、2016年度〜）
- 2018年度 Aマッソ

## コーナー
爆笑エピソードで世界を救う
ゲストに爆笑エピソードを語ってもらうオープニングコーナー。
どっちにするの?天子の二択
究極の選択によるトークコーナー。
みちのく通信
他のコーナーとは一線を画し、東北の明るい話題を届けるコーナー。

### 終了したコーナー
日本全国Aマッソのウーマッソ
Aマッソが日本全国の珍しい料理を紹介し、それをサンドウィッチマンやゲストが食べるというコーナー。Aマッソの卒業に伴い、2019年3月25日放送回で終了。
天使のネタ笑い
若手芸人3組によるネタバトル。サンドウィッチマンの2人とゲストが審査を行い、次週も出演できる1組を決める。4週連続で勝ち抜くと正式に「ゲスト」として出演できる。
ピンチを笑いに変えろ!天使の一言
出演者全員で参加する大喜利コーナー。お題に基づきピンチに陥った時に好転する一言を言い合う。伊達が解答の判定を行う。
ちょっとネタ見せて〜
ゲストによるネタ見せコーナー。
くまもと通信
みちのく通信同様、熊本の明るい話題を届けるコーナー。2017年度から。